# Přerov I-Město
Přerov I-Město je část statutárního města Přerova v okrese Přerov. K 1. lednu 2024 měla 31 193 obyvatel. K 26. březnu 2021 se zde nacházelo 2 107 domů a 16 754 bytů.